# Лебо, Шарль
Шарль Лебо (фр. Charles le Beau 18 октября 1701, Париж — 13 марта 1778, там же) — французский историк, писатель, поэт.
Родился в Париже. Получил образование в парижских Коллеже Св. Варвары
и Коллеже Дюплесси. В последнем колледже преподавал, пока не получил кафедру риторики в Коллеже де Грассен. В 1748 году был избран членом Академии надписей и изящной словесности, а в 1752 году назначен профессором латыни в Коллеж де Франс. C 1755 года Лебо служит постоянным секретарем Академии надписей, отредактировав в этой роли 15 томов (с 25-го по 39-й) истории Академии.
Главным трудом Лебо является многотомный труд по позднеримской и византийской истории: «История поздней Империи от Константина Великого» (фр. Histoire du Bas-Empire, en commençant à Constantin le Grand), 22 тома, Париж 1756—1779, ставшей продолжением «Римской истории» (фр. Histoire Romaine) Шарля Роллена и «Истории императоров» (фр. Histoire des empereurs) Жана-Батиста-Луи Кревье. Этот труд служил качественным справочником для историков Византии. Позднее, пять томов были добавлены Юбером Паскалем Амельоном (1781—1811), доведя историю до падения Константинополя. Поздние издания увидели свет благодаря Антуану де Сен-Мартену и Мари-Филисите Броссе.

## Список работ
- Histoire de l’Académie royale des inscriptions et belles-lettres, avec les mémoires de littérature, тома XXV à XXXIX, 1759—1777.
- Histoire du Bas-Empire en commençant à Constantin le Grand, 27 томов, 1757—1811.
- Латинские произведения: песни, фабулы и рассказы, речи и речишки (лат. Opera latina : Carmina, Fabulae et narrationes, Orationes et oratiunculae), 3 тома, 1782—1783.
- (фр. Parallèle curieux des fables en vers latins de M. Lebeau avec La Fontaine, et tous les poètes latins qui ont traité les mêmes fables), 1785 (с Жаном де Лафонтеном)[1].